# بسام السلمان
بسام أحمد مفلح السلمان ويشتهر بسام السلمان (مواليد 1 نوفمبر 1963 في الرمثا، الأردن) هو كاتب أردني. عمل رئيسًا لتحرير مجلة «التراث» بين عامي 2000 و2001، ويعمل حاليًا سكرتير تحرير جريدة «الرأي» الأردنية.

## دراسته
حصل على بكالوريوس الصحافة والإعلام من جامعة اليرموك.

## مؤلفاته
- «عيون الكرامة لا تبكي» (رواية)، 1991[3]
- «ثقب في الجدار» (رواية)، 2015[4]
- «امرأة عادية» (رواية)، 2016[5]

## جوائز
- جائزة رابطة الكتاب الأردنيين لغير الأعضاء، عن رواية «الجسد المستباح»، 2003[2]
- جائزة رابطة الكتاب الأردنيين لغير الأعضاء، عن رواية «ثقب في الجدار»، 2007[6][7]
- جائزة نعمان ناجي، عن مخطوطته الروائية «ماسح الأحذية»، 2007

## روابط خارجية
- مقالاته على موقع شبكة عمون
- مقالاته على موقع ديوان العرب